# Алексеев, Фёдор Яковлевич
Фёдор Я́ковлевич Алексе́ев (1753, Санкт-Петербург, Российская империя — 11 (23) ноября 1824, там же) — русский живописец, один из основоположников и крупнейших мастеров классицистического городского пейзажа (в том числе ведуты). Академик Императорской Академии художеств (с 1794).

## Биография
Сын сторожа Академии наук. В 1764 году был принят по прошению отца в обучение в Императорскую Академию художеств, до этого учился в гарнизонной школе. В 1767 году в числе учеников класса орнаментной скульптуры, которым руководил Луи Роллан, далее в «живописном классе» у Генриха Фондерминта и Антонио Перезинотти. Окончил Академию художеств с аттестатом 1-й степени со шпагой (1773). Во время обучения награждался медалями: малая серебряная (1771), малая золотая (1773). Получил право на пенсионное продолжение образования за рубежом.
В 1773—1777 годах совершенствовался как театральный художник в Венеции, где писал и пейзажи («Набережная Скьявони в Венеции», 1775, Художественный музей, Минск, «Внутренний вид двора с садом. Лоджия в Венеции», 1776).
По возвращении в Россию работал декоратором Императорских театров (1779—1786). Свободное время посвящает копированию произведений итальянских мастеров городского пейзажа (Дж. А. Каналетто, Б. Беллотто, К. Ж. Верне) в Эрмитаже. Эти копии принесли живописцу успех и известность, благодаря чему он смог оставить работу над театральными декорациями и заняться любимым делом — пейзажем.
В 1790-х годах выступил с пейзажами Санкт-Петербурга («Вид Дворцовой набережной от Петропавловской крепости», 1794, Третьяковская галерея), за которые в 1794 году получил звание академика.
С 1803 года и до конца жизни Ф. Я. Алексеев преподавал в пейзажном классе Академии художеств перспективную живопись; самыми известными учениками Алексеева были Максим Воробьёв и Сильвестр Щедрин.
«Для снятия видов» художник ездил в Херсон, Николаев, Бахчисарай (1795), Полтаву, Воронеж, Орёл и по акварельным этюдам с натуры затем писал картины («Площадь в городе Николаеве», Русский музей, Санкт-Петербург).
В 1800 году Алексеев уезжает в Москву — писать по заказу Павла I виды древнерусской столицы. Находясь в 1800—1802 годах в Москве, написал с натуры две картины («Красная площадь с собором Василия Блаженного», Музей института русской литературы, Санкт-Петербург, и «Вид военного госпиталя», не сохранилась) и ряд акварелей. Наиболее значимые работы «московского цикла» хранятся в Третьяковской галерее («Красная площадь в Москве», 1801; «Вид на Воскресенские и Никольские ворота и Неглинный мост от Тверской улицы в Москве», 1811) и в Государственном Историческом музее («Вид в Кремле у Спасских ворот», 1800-е гг.; «Вид на Московский Кремль со стороны Каменного моста», 1815, первый вариант — в Русском музее, Санкт-Петербург).
В 1810-х годах создал новую серию петербургских пейзажей («Вид на Стрелку Васильевского острова от Петропавловской крепости», 1810; «Вид Английской набережной», Русский музей).
Алексеев — первый в русской живописи мастер городского пейзажа. В лиричных, с большой тонкостью исполненных картинах он запечатлел строгий облик Санкт-Петербурга, живописную красоту Москвы, поэзию повседневной городской жизни.
Скончался в бедности 11 ноября 1824 года, через три дня после создания своей последней зарисовки наводнения в Санкт-Петербурге (у Большого театра) похоронен на Смоленском православном кладбище. Деньги на похороны и помощь многодетной семье выделила Академия художеств.

## Работы

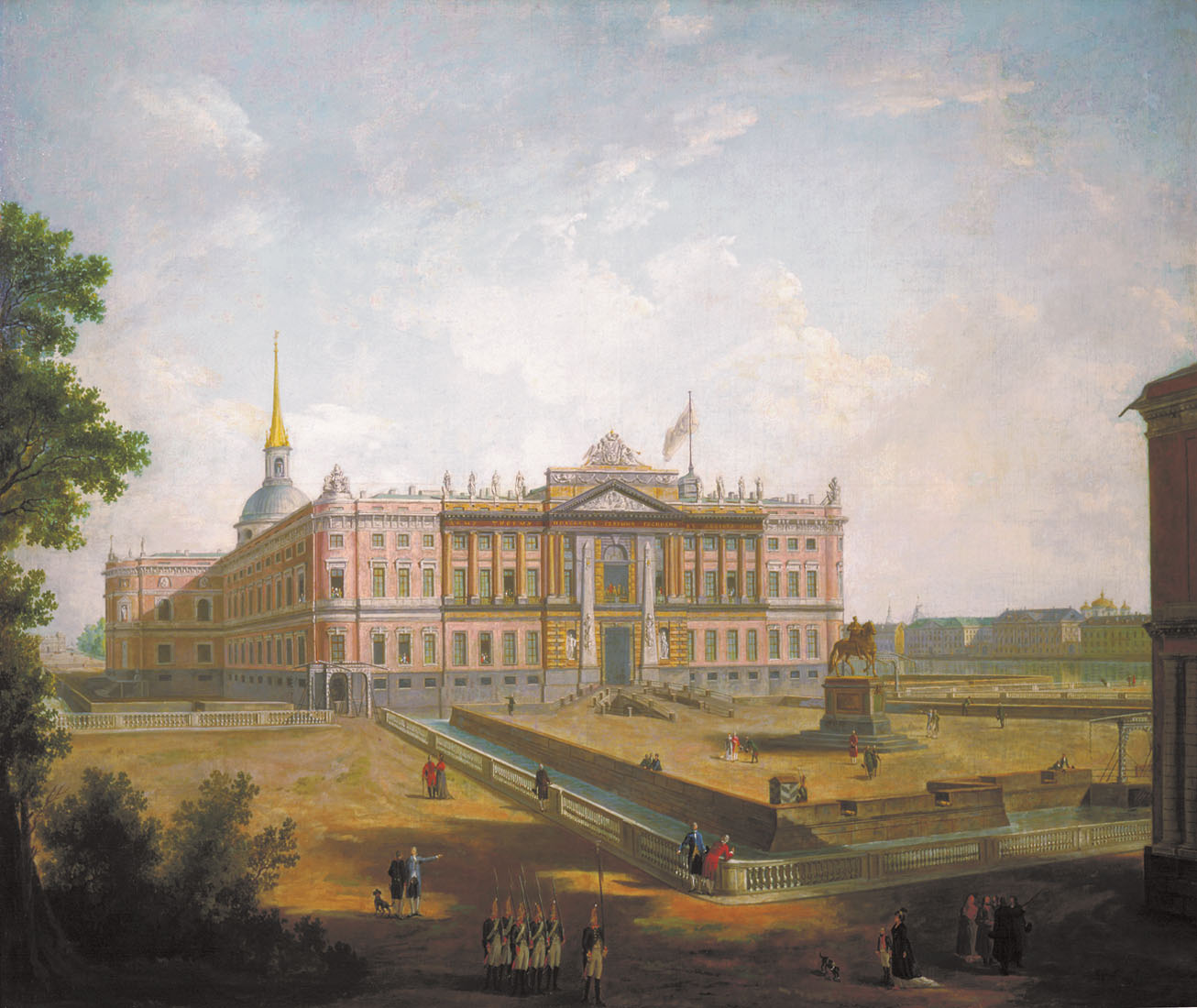
Вид на Михайловский замок и площадь Коннетабля в Петербурге (Русский музей)
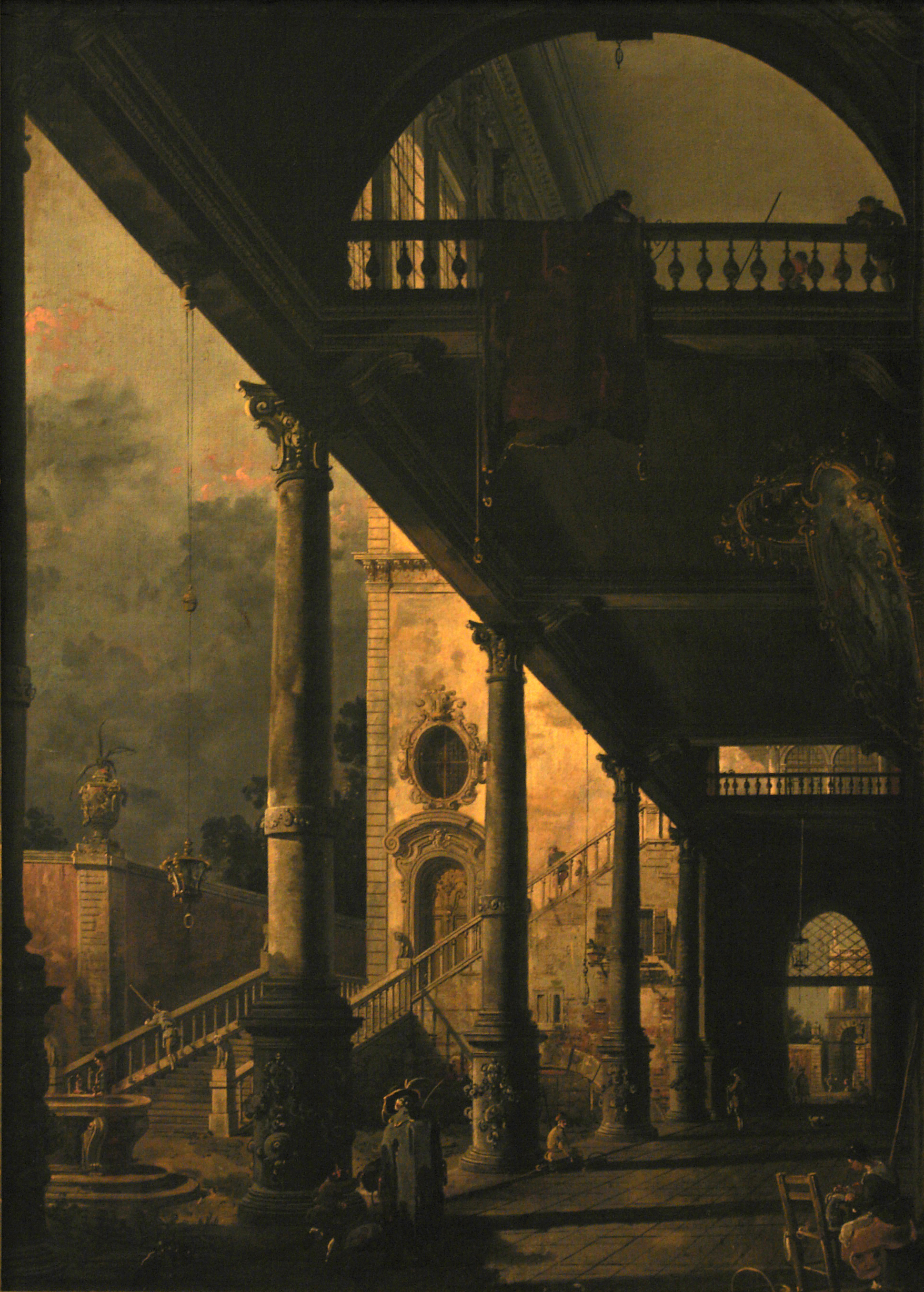
Внутренний вид двора с садом. Лоджия в Вененции; копия картины (Русский музей)
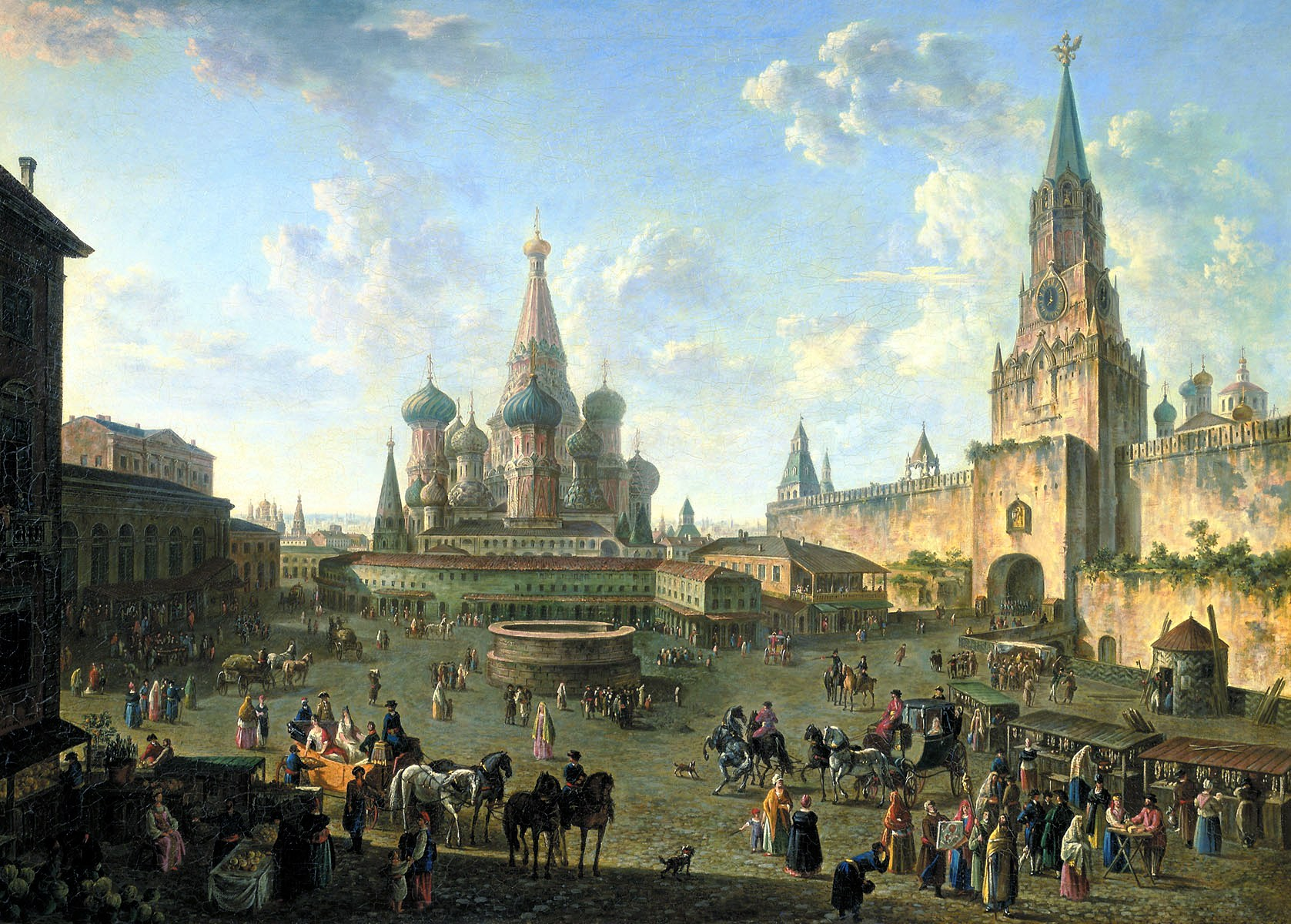
Красная площадь в Москве (1801)
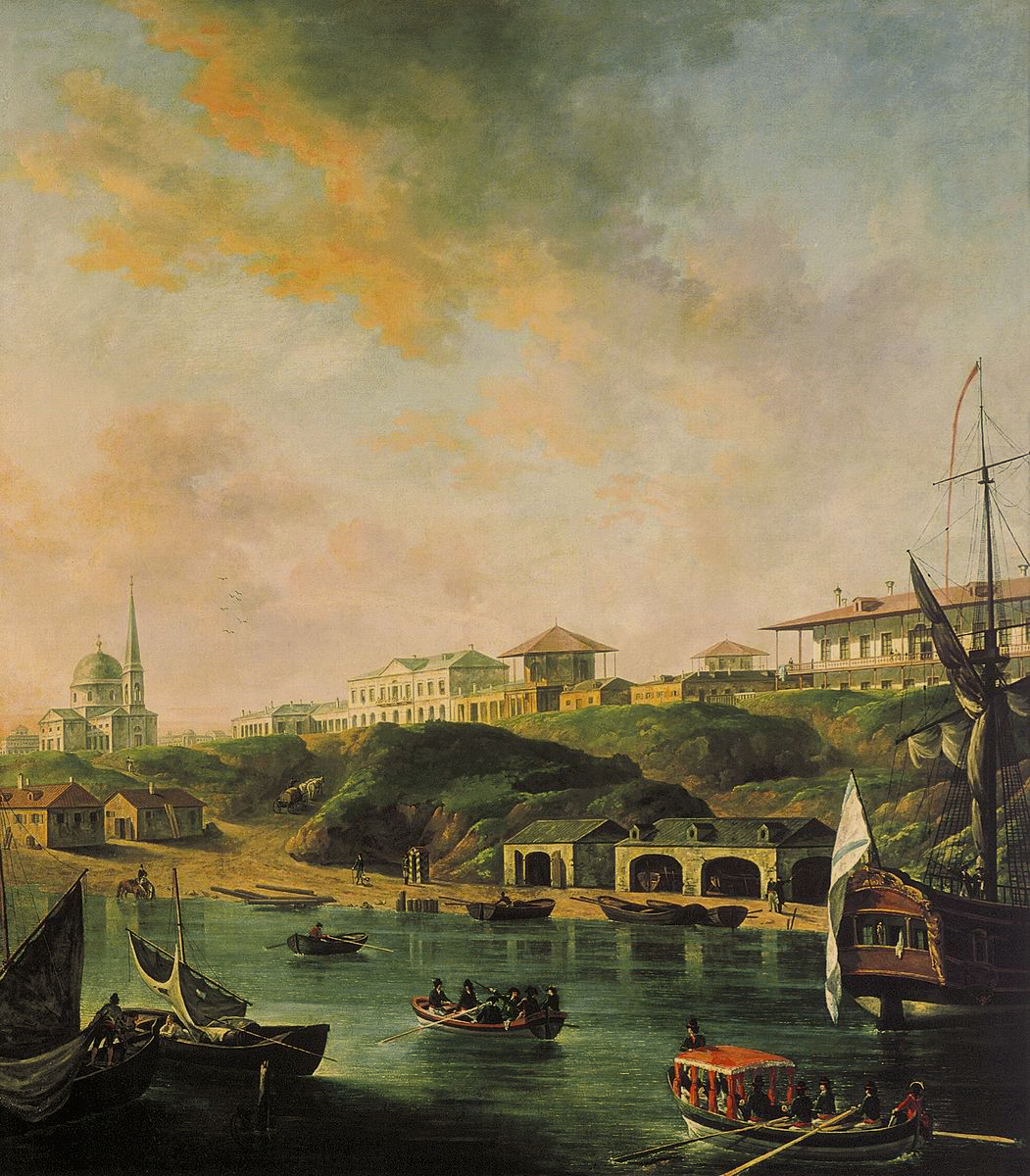
Вид города Николаева (1799)
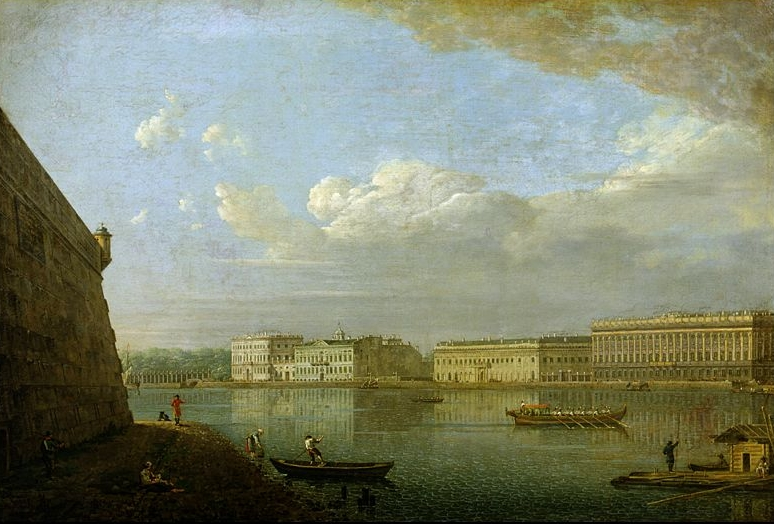
Вид Дворцовой набережной от Петропавловской крепости (1794)